# 1985 w sporcie
1985 w sporcie – artykuł przedstawia wybrane wydarzenia sportowe jakie odbyły się w roku 1985.

## Narciarstwo alpejskie
- Puchar świata
  - Klasyfikacja ogólna mężczyzn –  Marc Girardelli.
  - Klasyfikacja ogólna kobiet –  Michela Figini.

## Boks
- W dniach 25 maja – 2 czerwca odbyły się 26. ME w boksie.

## Kolarstwo
- Giro d’Italia – w ogólnej klasyfikacji zwyciężył  Bernard Hinault.
- Tour de France – w ogólnej klasyfikacji zwyciężył  Bernard Hinault.

## Koszykówka
- Odbył się draft NBA.
- Finał NBA – Los Angeles Lakers zwyciężyli 4-2 w meczach o mistrzostwo ligi nad Boston Celtics.

## Rugby union
- Odbyła się 91 edycja o Puchar Pięciu Narodów. Zwyciężyła drużyna  Irlandii.

## Snooker
- Mistrzostwa świata w snookerze – w finale zwyciężył Dennis Taylor 18-17 nad Steve’em Davisem
- Światowy ranking snookerowy – Steve Davis został #1 w sezonie 1985/1986.

## Piłka siatkowa
- Mistrzostwa Europy w Piłce Siatkowej Mężczyzn 1985 – 14. ME w siatkówce mężczyzn odbyły się w Holandii. Mistrzem Europy została drużyna Związku Radzieckiego.

## Strongman
- Odbyła się 9. edycja MŚ Strongman, w których zwyciężył Geoff Capes.

## Tenis ziemny
- Wielki Szlem – mężczyźni:
  1. Australian Open 1985 – Stefan Edberg
  2. French Open 1985 – Mats Wilander
  3. Wimbledon 1985 – Boris Becker
  4. US Open 1985 – Ivan Lendl
- Wielki Szlem – kobiety:
  1. Australian Open 1985 – Martina Navrátilová
  2. French Open 1985 – Chris Evert
  3. Wimbledon 1985 – Martina Navrátilová
  4. US Open 1985 – Hana Mandlíková
- Puchar Davisa 1985 – Szwecja zwyciężyła 3-2 z reprezentacją Niemiec.

## Wyścigi samochodowe
- Indianapolis 500 1985 – zwyciężył  Danny Sullivan.
- Formuła 1 Sezon 1985 – w klasyfikacji generalnej zwyciężył  Alain Prost.
- 24h Le Mans 1985 – w 24-godzinnym wyścigu zwyciężył team Klaus Ludwig / Paolo Barilla / Louis Krages (znany jako „John Winter”).
- WRC – w klasyfikacji generalnej zwyciężył  Timo Salonen.
- Odbyła się 7. edycja terenowego Rajdu Dakar.

## Wrestling
- 31 marca 1985, odbyła się pierwsza WrestleMania – WrestleMania I. W tag-teamowej walce wieczoru zmierzyli się Hulk Hogan & Mr. T vs Roddy Piper & Paul Orndorff (menadżer: Cowboy Bob Orton). Zwyciężył tag team Hogan & Mr. T.

## Zapasy
- W Budapeszcie odbyły się mistrzostwa świata w zapasach.

## Inne
- World Games 1985 – 2. edycja World Games (igrzysk sportów nieolimpijskich), która odbyła się w Londynie w dniach 3 – 4 sierpnia 1985.
- W dniach 16 – 24 lutego 1985 we włoskim mieście Belluno, odbyła się XII. Zimowa Uniwersjada.
- W dniach 24 sierpnia – 4 września 1985, odbyła się w japońskim mieście Kobe XIII. Letnia Uniwersjada.
- W San Marino odbyły się I. Igrzyska Małych Państw Europy, które trwały w dniach 23 – 26 maja 1985.
- Odbył się 51. plebiscyt Przeglądu Sportowego, w którym zwyciężył Lech Piasecki.

## Znane osobowości sportowe urodzone w 1985
| Data narodzin   | Sportowiec                  | Profesja             | Narodowość               |
| --------------- | --------------------------- | -------------------- | ------------------------ |
| 7 stycznia      | Lewis Hamilton              | automobilizm         | Wielka Brytania          |
| 9 stycznia      | Bobô                        | piłka nożna          | Brazylia                 |
| 10 stycznia     | Anette Sagen                | skoki narciarskie    | Norwegia                 |
| 11 stycznia     | Kazuki Nakajima             | automobilizm         | Japonia                  |
| 18 stycznia     | Riccardo Montolivo          | piłka nożna          | Włochy                   |
| 19 stycznia     | Olga Kaniskina              | lekkoatletyka        | Rosja                    |
| 22 stycznia     | Ben Hanley                  | wyścigi motocyklowe  | Wielka Brytania          |
| 27 stycznia     | Mohamed Sissoko             | piłka nożna          | Mali                     |
| 28 stycznia     | Lisbeth Trickett            | pływanie             | Australia                |
| 5 lutego        | Cristiano Ronaldo           | piłka nożna          | Portugalia               |
| 13 lutego       | Hedwiges Maduro             | piłka nożna          | Holandia                 |
| 14 lutego       | Philippe Senderos           | piłka nożna          | Szwajcaria               |
| 15 lutego       | Rafael Aparecido Elisbão    | piłka nożna          | Brazylia                 |
| 15 lutego       | Danilo Peinado              | piłka nożna          | Urugwaj                  |
| 21 lutego       | Georgios Samaras            | piłka nożna          | Grecja                   |
| 22 lutego       | Hameur Bouazza              | piłka nożna          | Francja/ Algieria        |
| 27 lutego       | Dinijar Bilaletdinow        | piłka nożna          | Rosja                    |
| 28 lutego       | Jelena Janković             | tenis ziemny         | Serbia                   |
| 1 marca         | Filipe Albuquerque          | automobilizm         | Portugalia               |
| 3 marca         | Femi Opabunmi               | piłka nożna          | Nigeria                  |
| 9 marca         | Pastor Maldonado            | automobilizm         | Wenezuela                |
| 10 marca        | Lassana Diarra              | piłka nożna          | Francja                  |
| 19 marca        | Ernesto Viso                | automobilizm         | Wenezuela                |
| 24 marca        | Fred Gil                    | tenis ziemny         | Portugalia               |
| 28 marca        | Stanislas Wawrinka          | tenis ziemny         | Szwajcaria               |
| 31 marca        | Leandro                     | piłka nożna          | Brazylia                 |
| 2 kwietnia      | Stéphane Lambiel            | łyżwiarstwo figurowe | Szwajcaria               |
| 3 kwietnia      | Jari-Matti Latvala          | automobilizm         | Finlandia                |
| 10 kwietnia     | Juan Carlos Arce            | piłka nożna          | Boliwia                  |
| 17 kwietnia     | Jo-Wilfried Tsonga          | tenis ziemny         | Francja                  |
| 18 kwietnia     | Łukasz Fabiański            | piłka nożna          | Polska                   |
| 19 kwietnia     | Valon Behrami               | piłka nożna          | Szwajcaria               |
| 22 kwietnia     | Leandro Salino do Carmo     | piłka nożna          | Brazylia                 |
| 25 kwietnia     | Giedo van der Garde         | automobilizm         | Holandia                 |
| 2 maja          | Sarah Hughes                | łyżwiarstwo figurowe | Stany Zjednoczone        |
| 10 maja         | Diego Tardelli Martins      | piłka nożna          | Brazylia                 |
| 10 maja         | Edcarlos Conceição Santos   | piłka nożna          | Brazylia                 |
| 18 maja         | Davit Lomaia                | piłka nożna          | Gruzja                   |
| 22 maja         | Tranquillo Barnetta         | piłka nożna          | Szwajcaria               |
| 4 czerwca       | Lukas Podolski              | piłka nożna          | Niemcy                   |
| 4 czerwca       | Evan Lysacek                | łyżwiarstwo figurowe | Stany Zjednoczone        |
| 8 czerwca       | Elicarlos                   | piłka nożna          | Brazylia                 |
| 17 czerwca      | Diego Souza                 | piłka nożna          | Brazylia                 |
| 27 czerwca      | Swietłana Kuzniecowa        | tenis ziemny         | Rosja                    |
| 27 czerwca      | Nico Rosberg                | automobilizm         | Niemcy                   |
| 29 czerwca      | Danny Morais                | piłka nożna          | Brazylia                 |
| 30 czerwca      | Michael Phelps              | pływanie             | Stany Zjednoczone        |
| 4 lipca         | Wason Rentería              | piłka nożna          | Kolumbia                 |
| 13 lipca        | Guillermo Ochoa             | piłka nożna          | Meksyk                   |
| 25 lipca        | Nelson Ângelo Piquet        | automobilizm         | Brazylia                 |
| 29 lipca        | Jonathan Maidana            | piłka nożna          | Argentyna                |
| 7 sierpnia      | Salomon Kalou               | piłka nożna          | Wybrzeże Kości Słoniowej |
| 9 sierpnia      | Luca Filippi                | automobilizm         | Włochy                   |
| 4 września      | Kristi Vangjeli             | piłka nożna          | Albania                  |
| 6 września      | Alberto Valerio             | automobilizm         | Brazylia                 |
| 20 września     | Ronald Zubar                | piłka nożna          | Francja                  |
| 27 września     | Vinícius Pacheco dos Santos | piłka nożna          | Brazylia                 |
| 29 września     | Daniel Pedrosa              | wyścigi motocyklowe  | Hiszpania                |
| 2 października  | Ciprian Marica              | piłka nożna          | Rumunia                  |
| 7 października  | Adeílson Pereira de Mello   | piłka nożna          | Brazylia                 |
| 14 października | Alexandre Sarnes Negrão     | automobilizm         | Brazylia                 |
| 15 października | Marcos Martinez Ucha        | automobilizm         | Hiszpania                |
| 16 października | Casey Stoner                | wyścigi motocyklowe  | Australia                |
| 24 października | Wayne Rooney                | piłka nożna          | Anglia                   |
| 14 listopada    | Elena Gómez                 | gimnastyka           | Hiszpania                |
| 20 listopada    | Juan Cruz Álvarez           | automobilizm         | Argentyna                |
| 22 listopada    | Asamoah Gyan                | piłka nożna          | Ghana                    |
| 23 listopada    | Ahn Hyun-soo                | short track          | Korea Południowa         |
| 12 grudnia      | Adoniran Vinícius de Campos | piłka nożna          | Brazylia                 |
| 13 grudnia      | Peter Eastgate              | poker                | Dania                    |
| 27 grudnia      | Telma Monteiro              | judo                 | Portugalia               |